# First Vienna FC
First Vienna FC is een Oostenrijkse voetbalclub uit de hoofdstad Wenen. Met de oprichting in 1894 is het de oudste club van het land.

## Geschiedenis

### Ontstaansgeschiedenis
De club werd op 22 augustus 1894 opgericht. Op diezelfde dag werd een vergadering gehouden waarin het logo, dat vandaag de dag nog steeds gebruikt wordt, werd voorgesteld. Het logo, dat werd ontworpen door William Beale die afkomstig was van het eiland Man, was een voetbalomring met drie benen (de benen zijn afkomstig uit de vlag van Man). Eerste leden waren Franz Joli, Max Joli, William Beale, Major, Anlauf, James Black, Brabenetz, Kent, Roberts en Geo Fuchs, die de eerste leider van de club was. In het hotel „Zur schönen Aussicht“ hielden baron Nathaniel Rotschild en directeur-generaal Schuster van het bankhuis Rothschild de vereniging boven de doopvont. De clubkleuren werden blauw-geel, van het wapenschild van de Rothschilds.
De geschiedenis van de club is nauw verwant met de geschiedenis van de Oostenrijkse voetbalsport. Voetbal werd in de jaren 1890 in het keizerrijk Oostenrijk-Hongarije ingevoerd en bereikte eerst Praag, Graz, Baden bei Wien en uiteindelijk de metropool van het rijk, Wenen, in 1894. Twee jaar eerder stichtten Engelsen die in Wenen woonden als de Vienna Cricket Club die in 1894 ook een eigen voetbalafdeling kreeg.
Naast de „Cricketers“ begonnen gelijktijdig enkele jonge mannen met het voetbalspel in de tuin van Baron Rothschild. Het begon allemaal met de Engelse tuinman James Black, die zijn collega’s over het Engelse spel vertelde en hen de regels bijbracht. Franz Joli, de zoon van de hoofdtuinman was enkele maanden in Engeland geweest en leerde daar ook het voetbalspel kennen. Hij en Black organiseerden de eerste voetbalwedstrijd op een weide van de Baron. Vier Oostenrijkers speelden tegen vier Engelsen, zonder dat er publiek bij was en verwoesten zo een deel van de bloemenpracht van de baron, die evenveel op zijn tuinen gesteld was als op zijn geld. De baron verbood de voetballers vervolgens op zijn weiden te spelen maar financierde wel de huur van de Kuglerwiese en sponsorde de ploeg. Uit dankbaarheid namen ze de kleuren van het wapenschild van hun mecenas aan. De eerste teams traden aan met jockeymutsen en verticaal gestreepte blauw-gele shirts en zagen er in het begin uit als jockey’s van de baron, die ook eigenaar was van een grote en bekende paardenren.

### Strijd om de naam First
Vienna Cricketer veranderde zijn clubnaam in First Vienna Cricket and Football-Club, maar dit was ook de naam van First Vienna FC dat onmiddellijk protesteerde. Beide clubs deden vrijwel gelijktijdig hun aanvraag bij de registratie maar die van First Vienna werd één dag eerder behandeld op 22 augustus zodat First Vienna de titel kreeg oudste voetbalclub van Oostenrijk en Vienna Cricketer moest de First uit zijn naam halen en was tweede oudste club, wat een doorn in het oog was van de club die in feite twee jaar ouder was maar door eigen nalatigheid niet de eer kreeg die ze in principe verdiende, wat de Engelsen zwaar viel. Ze spraken van een schandaal en corruptie en er ontstond een zware rivaliteit tussen beide clubs die later enkel nog tussen Austria en Rapid Wien zou bestaan.

### De eerste derby’s
Op 15 november 1894 werd voor 300 toeschouwers de eerste officiële voetbalwedstrijd in Wenen gespeeld op de Kuglerwiese in Döbling. Cricketer, waarvan het team voornamelijk uit Engelsen en Ieren bestond won de wedstrijd met 4-0. Na de verloren strijd om de naam First was dit een hele opsteker voor de club. Deze wedstrijd wordt als de geboorte van het Oostenrijks voetbal gezien, alhoewel reeds op 18 maart van dat jaar er een wedstrijd was in Graz.
De terugwedstrijd vond plaats op 29 november op de Jesuitenwiese in het Prater, Cricketer won opnieuw met 4-0. First Vienna moest op de 3de derby wachten voor een eerste overwinning, op 14 april 1895 won Vienna met de intussen standaardscore 4-0.

### Eerste successen
Challenge Cup

De eerste successen van de club werden in de Challenge Cup gehaald. Deze competitie startte in 1897 en was toegankelijk voor alle clubs van het keizerrijk. In de halve finale trof het aartsrivaal Cricketer, die organisator was van het toernooi. Vienna verloor met 2-3. Gindl en Nicholson scoorden voor Vienna, Marc Nicholson zorgde er met een derde doelpunt, dat door de scheidsrechter werd afgekeurd, dat vanaf dan alle goals voorzien waren van doelnetten, zoals het in Engeland al gebruikelijk was.
In de tweede editie nam Vienna weerwraak op Cricketer in de halve finale en won met 1-0. In de finale op 5 maart 1899 was AC Viktoria Wien de tegenstander en Vienna zegevierde met 4-1. Het team dat deze trofee haalde bestond uit Karl Mollisch, Alfred Marek, M. D. Nicholson, O’Hofer, Anlauf, Niedl, Retzbach, Schönpflug, Eckstein, Hans en Soldat. 
Bij de volgende editie versloeg Vienna Wiener FC 1898 in de halve finale met 3-1 en stond in de finale opnieuw tegenover rivaal Cricketer en na een 2-0-overwinning kroonde de club zich voor de tweede opeenvolgende rij als winnaar van de Challenge Cup. Het winnende team bestond uit Erwin Zander, Gilly (Dr. Paul v. Goldberger), Franz Joli, Karl Mollisch, M. D. Nicholson, Paul Zander, Max Joli, Blooncy, Löwenbein, Eipel (Wilhelm Eipeldauer), Gindl, Albert, Eckstein, Willy Zander.
Jubileumtoernooi

In 1898 nam de club ook deel aan het Keizer Frans Jozef-Jubileumtoernooi 1898 dat georganiseerd werd omdat de keizer 50 jaar op de troon zat. Vienna nam met twee teams deel maar moest uiteindelijk de duimen leggen voor concurrent Cricketer, de derde plaats was weggelegd voor Badener AC.
Tagblatt Pokal

De tweede grote competitie waaraan de club deelnam was de Tagblatt-Pokal, een voorloper van de huidige competitie die bestond tussen 1900 en 1903 en werd in alle jaren door Wiener AC gewonnen. In 1902 en 1903 werd Vienna 2de met slechts 1 punt achterstand op WAC.
Belangrijke vriendschappelijke wedstrijden

Op 1 november 1899 speelde Vienna een vriendschappelijke wedstrijd tegen DFC Praag ter gelegenheid van de opening van hun nieuwe sportterrein. DFC was al twee jaar ongeslagen en gold als het beste team van het Europese vasteland. DFC wou de feestvreugde niet verstoren en besloot op voorhand om niet meer dan vier keer te scoren om de pret niet te bederven maar het draaide helemaal anders uit. Vienna trad met een nieuw team aan onder leiding van Mark Nicholson en zorgde voor een 2-0 zege, een sensatie die zelfs met jubelgeroep erkend werd door de Cricketers van het Prater.
Vienna ging van overwinning naar overwinning en won op 3 december 1899 van Cricketer met een volledig Oostenrijks team, voor het eerst waren er geen Britten nodig om een wedstrijd te winnen. Nadat Nicholson afscheid nam leidde Hermann Schönaug de club en zorgde voor nieuwe successen. Zo won de club wedstrijden tegen Slavia Praag (5-3), Graz (7-1), Wiener FC 1898 (8-0) en Wiener AC (4-2). In 1902 werden enkele kleine toernooien gewonnen.
In 1904 nam Franz Joli de leiding over, hij was een medeoprichter van de club. Vienna was sterker dan ooit en trok naar Praag voor een nieuwe wedstrijd tegen DFC. Na de halftime stond DFC met 3-0 voor maar Weißberg en Kohn scoorden op vijf minuten drie goals, Kellner scoorde nog twee keer zodat het uiteindelijk 3-5 werd. De clubs uit Praag waren niet meer opgewassen tegen de club uit Wenen, Slavia Praag verloor opnieuw met 5-3 en Sparta Praag kreeg zelfs een groot pak slaag 6-0. Het hoogtepunt van het jubileumsjaar 1904 was echter een 4-3 zegen tegen de Duitse landskampioen Berliner TuFC Union 1892. Ook in deze wedstrijd was er een overwinningsdrang nadat Berlin 0-3 voor stond.

### Eerste jaren kampioenschap
First Vienna speelde in totaal 68 seizoenen in de hoogste klasse en was er vanzelfsprekend bij in het openingsseizoen 1911/12. In het eerste seizoen werd de zesde plaats behaald op elf clubs. Het volgende seizoen werd Vienna achtste. Er was nog geen rechtstreekse promotie of degradatie, maar een eindronde, Wacker Wien werd al twee keer kampioen in de tweede klasse en slaagde er niet in te promoveren. Vienna diende een aanvraag in bij de Oostenrijkse voetbalbond om dit af te schaffen zodat er een rechtstreekse degradatie kwam. Nadat de bond dit voorstel goedkeurde en Vienna zelf laatste werd, protesteerde de club tegen haar eigen voorstel. De bond keurde deze farce niet goed en Vienna moest degraderen. Hierop trok de club zich terug en richtte een nieuwe concurrerende voetbalbond op, FUAN (Football-Union-of-Austrian Nations). In 1916 hield deze bond op te bestaan. Hierna keerde de club terug en startte in de tweede klasse. In 1919 werd Vienna kampioen en voegde zich weer bij het puikje van het land.

### Weg naar de top
In 1924 werd de club tweede achter Wiener Amateure. Het volgende seizoen werd het profvoetbal ingevoerd en eindigde Vienna als derde. In de beker werd de finale gehaald maar verloor met 1-3 van de Amateure. Het volgende seizoen stonden Vienna en de Amateure opnieuw tegenover elkaar, dit keer verloor Vienna met een krappe 3-4.
Op 30 mei 1929 werd voor het eerst sinds de Challenge Cup weer een prijs gewonnen, voor 35000 toeschouwers won Vienna de bekerfinale met 3-2 van Rapid. Door deze zege was Vienna opnieuw een van de topclubs van het land, zoals in de begindagen. In 1930 werd Vienna derde achter Rapid en Admira met slechts twee punten achterstand, in de beker speelde de club zich naar de finale, in de halve finale moest Rapid er aan geloven met 4-0. De finale tegen Austria Wien werd met 1-0 gewonnen.
In 1931 won de club voor het eerst de landstitel, dit gaf recht op deelname aan de Mitropacup, een Midden-Europees toernooi. Wiener AC mocht als bekerwinnaar van Wenen ook deelnemen en beide clubs bereikten de finale waarin First Vienna de sterkste was (3-1). Na de tweede plaats in 1932 werd in 1933 een nieuwe titel behaald. In 1936 werd voor de vierde keer de tweede plaats behaald en in de beker was Austria te sterk in de finale. Een jaar later won de club voor de laatste keer de beker met 2-0 tegen Wiener Sport-Club, in de competitie eindigde Vienna dat jaar als derde.

### Gauliga, het gouden tijdperk
Na de aansluiting van Oostenrijk bij Duitsland door de nazi's speelde de club in de Duitse competitie, die bestond uit een heleboel hoogste klassen (Gauliga) waarvan de top na de competitie een eindronde speelde om de Duitse titel. De titel in de Gauliga Ostmark werd van 1942 tot 1944 behaald en de club slaagde er in 1942 in om door te dringen tot de finale maar verloor daar van FC Schalke 04. Een jaar later werd de Duitse beker binnen gehaald.
Eindronde 1942

Na de titel in de Gauliga Ostmark nam Vienna deel aan de eindronde. In de kwalificatieronde werd het Tsjechoslowaakse LSV Olomouc met 0-1 verslagen. De volgende twee wedstrijden in het Praterstadion werden gewonnen tegen Germania Königshütte (1-0) en Planitzer SC (3-2). In de halve finale was SpVgg Blau-Weiß 90 Berlin de tegenstander en in het Olympiastadion van Berlijn won Vienna met 2-3. In de finale was FC Schalke 04 de tegenstander, Vienna domineerde de wedstrijd maar kon de doelkansen niet verzilveren, Schalke won met 2-0 en werd landskampioen.
Tschammerpokal 1943

In de herfst van 1943 begon de Tschammerpokal (beker). Vienna schakelde achtereenvolgens Wiener AC, Floridsdorfer AC, Breslau 02 en 1. FC Nürnberg uit. Op 31 oktober 1943 vond in Stuttgart de finale plaats tegen LSV Hamburg. Vienna won met 3-2 en werd zo bekerwinnaar van het Duitse Rijk, ironisch was wel dat de winnende treffer gescoord werd door Rudolf Noack, een inwoner van Hamburg die als soldaat in Wenen verbleef.
Eindronde 1943

Nadat Vienna opnieuw de Gauliga Ostmark won nam de club weer deel aan de eindronde, in de eerste ronde trof de club MSV Brno uit Sudetenland, het werd 5-2. In de tweede ronde maakte Vienna LSV Reinecke Brieg met de grond gelijk 8-0. In de kwartfinale trof de club TSV 1860 München in het Praterstadion en won met 2-0. In de halve finale was FV Saarbrücken echter net te sterk voor de club 1-2 zodat enkel nog een wedstrijd om de 3de plaats restte voor Vienna. Die wedstrijd vond plaats op 26 juni 1943 in het Berliner Poststadion, de gedemotiveerde spelers van Vienna verloren met 1-4 van Holstein Kiel.
Eindronde 1944

Voor de derde opeenvolgende keer mocht Vienna als kampioen van de Gauliga deelnemen aan de eindronde, MSV Brno was opnieuw tegenstander en werd opnieuw verslagen, dit keer met 3-6. STC Hirschberg uit Silezië kreeg een 5-0 draai om de oren in het Praterstadion van Wenen. In de kwartfinale trof Vienna de regerende landskampioen van Duitsland, Dresdner SC. Vienna verloor krap met 3-2 in Dresden en kon met opgeheven hoofd naar huis. Dresdner verlengde later zijn titel.

### De zesde landstitel
Na de oorlog organiseerden de Russen een bevrijdingsbeker die in de finale tegen SC Helfort gewonnen werd met 3-1 door Vienna. In de eerste seizoenen na de Tweede Wereldoorlog verloor de club de grip op de competitie en eindigde in de middenmoot. Begin jaren 50 werd de club weer wat sterker en in 1955 eindigde de club samen met de Wiener Sport-Club op de eerste plaats, maar had een beter doelsaldo en kreeg zo de zesde titel. Bijna de hele ploeg speelde ook voor de nationale ploeg in het A- of B-team.

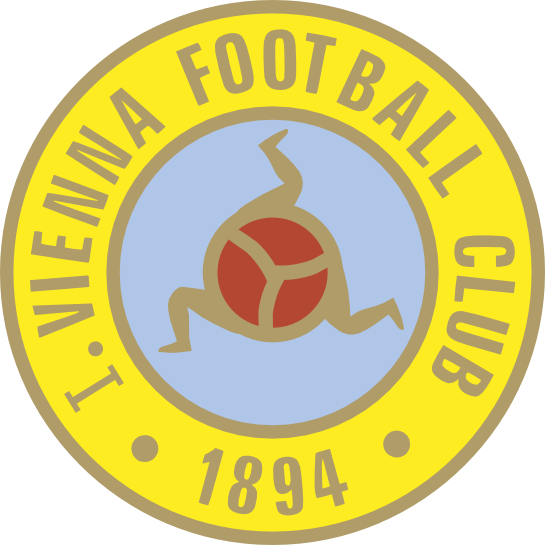
Het oude logo van First Vienna

### Liftploeg
Na de laatste titel verloor de club geleidelijk aan de controle over de competitie, tot 1959 eindigde de club nog in de top drie. Na een tweede plaats in 1961 volgde een elfde plaats in 1962. In 1968 degradeerde de club voor het eerst sinds 1919 uit de hoogste klasse. Na één seizoen keerde de club echter terug en in 1971 eindigde de club als vierde in de competitie. In 1974 werd de hoogste klasse gereduceerd tot tien clubs en dat betekende de degradatie voor First Vienna. In 1976 promoveerde de club terug naar de hoogste klasse en kon daar spelen tot 1980. Van 1982 tot 1986 promoveerde of degradeerde de club elk jaar.

### Mario Kempes en laatste Bundesligaseizoenen
In 1986 deed Vienna een sensationele transfer door Mario Kempes binnen te halen, die met Argentinië wereldkampioen geworden was. Samen met voormalig international Gerhard Steinkogel had Vienna opnieuw de kwaliteit om zich in de hoogste klasse te behouden. De terugkeer werd met een 4de plaats gevierd en er kwamen nog grote spelers naar de club. Vienna kon zich twee keer plaatsen voor de UEFA Cup en maakte zo de droom waar nog eens in een internationale competitie te spelen, beide keren werd de club in de tweede ronde uitgeschakeld. In 1992 degradeerde de club terug naar de tweede klasse.

### Bekerfinale en degradatie naar de derde klasse
In 1993/94, het 100-jarig bestaan was het de ambitie te promoveren maar werd slechts de zesde plaats bereikt. De volgende vier seizoenen werd Vienna derde en miste zo net de promotie. Het laatste succes volgde in 1997 toen de bekerfinale gespeeld werd, buiten enkele kleinere clubs werden ook grote clubs als Austria Wien (3-1) en Grazer AK (1-0) uitgeschakeld. In de halve finale trof Vienna Austria Salzburg, de regerende landskampioen. Na een 2-2 gelijkspel en verlengingen volgden strafschoppen waarin het 8-7 werd voor Vienna en na 36 jaar stond de club nog eens in de finale van een beker. Sturm Graz was de tegenstander in de finale en won met 2-0.
Tot 2001 speelde de club nog in de tweede klasse en moest dan voor het eerst in haar bestaan naar de Regionalliga, derde klasse. Tot dusverre een dieptepunt in de geschiedenis. De terugkeer werd elk jaar uitgesteld. Na een zeer middelmatig eerste seizoen kon de club in 2003 het al beter doen met een derde plaats al had de club wel achttien punten achterstand op kampioen SVS Schwechat. Vienna leek vastgebeiteld op die derde plaats, want tot 2007 wist de club elk jaar die plaats te bemachtigen. In 2006/07 wist de club ook nog eens te stunten in de beker. Nadat de club zich de voorbije jaren zelden voor het hoofdtoernooi had geplaatst, versloeg deze dit seizoen Rapid Wien in de penaltyreeks. In de tweede ronde won de club van tweedeklasser DSV Leoben en in de achtste finale verloor de club nipt van andere tweedeklasser FC Lustenau 07.

### Tussen profs en amateurs
In seizoen 2007/08 startte de club middelmatig en eindigde op de vijfde plaats in de Regionalliga Ost. Het seizoen erop streed de club samen met SV Horn om de titel. Op enkele speeldagen van het einde nam de club afstand en werd met drie punten voorsprong op Horn kampioen. De terugkeer in de tweede klasse was geen succes en de club eindigde op een degradatieplaats. Omdat de competitie hervormd werd en de reserveteams van eersteklassers moesten degraderen en het feit dat FC Waidhofen een promotie weigerde, zorgde ervoor dat het verblijf van Vienna in de tweede klasse verlengd werd. Het tweede opeenvolgende seizoen werd alvast ingezet met twee overwinningen, maar al snel herviel de club in de resultaten van het voorgaande seizoen en werd er opnieuw tegen degradatie gevochten. In 2012/13 was het eerste seizoen dat de club het behoud comfortabel kon verzekeren. Wegens problemen met het licentiedossier moest First Vienna het seizoen 2013/14 wel starten met vijf strafpunten, aan het einde van het seizoen degradeerde de club.
Na een vierde en een tweede plaats in de Regionalliga Ost konden de geel-blauwen in 2017 wel beslag leggen op het kampioenschap. Promoveren deed men niet. Integendeel, een faillissement werd net aan vermeden, maar de licentie werd wel ontnomen. Hierdoor de club werd teruggezet (Zwangsabstieg) naar de 2. Landesliga, de vijfde klasse. In 2017/18 eindigde het als derde, het seizoen erop speelde men kampioen, waardoor men naar de Wiener Stadtliga promoveerde.
In april 2018, werd de First Vienna FC 1894, opgenomen als lid in de Club of Pioneers, als oudste voetbalclub van Oostenrijk.
Het Oostenrijkse amateurvoetbal van het seizoen 2020/21 werd vanwege de coronapandemie stilgelegd. Halverwege de competitie was First Vienna wel de koploper in de Wiener Stadtliga. Aangezien het seizoen daarvoor ook al werd geannuleerd, werd besloten om de geel-blauwen te laten promoveren naar de Regionalliga Ost. Daar werd het gelijk als favoriet voor de titel bestempeld. Er werd een vijfjarenplan opgesteld om de club naar de Bundesliga loodsen. In 2021/22 werd Vienna direct kampioen van de Regionalliga Ost en keerde daarmee na acht jaar terug in het profvoetbal.

## Erelijst
| Internationaal                 |    |                                    |
| Mitropacup                     | 1× | 1931                               |
| Nationaal                      |    |                                    |
| Oostenrijks landskampioenschap | 6× | 1931, 1933, 1942, 1943, 1944, 1955 |
| DFB-Pokal                      | 1× | 1943                               |
| ÖFB-Cup                        | 3× | 1929, 1930, 1937                   |
| Oostenrijkse Supercup          | 4× | 1986, 1987, 1988, 2008             |
| Challenge Cup                  | 4× | 1899, 1900                         |

## First Vienna in Europa
First Vienna FC speelt sinds 1929 in diverse Europese competities. Hieronder staan de competities en in welke seizoenen de club deelnam. De editie die First Vienna heeft gewonnen staat vet gedrukt:
- UEFA Cup (2×)

1988/89, 1989/90
- Mitropacup (14×)

1929, 1930, 1931, 1932, 1933, 1935, 1936, 1937, 1957, 1959, 1960, 1967, 1970, 1972

## Vienna seizoen per seizoen
Tussen haakjes het niveau van de klasse.
| Seizoen | Klasse                 | Plaats | Beker |
| ------- | ---------------------- | ------ | ----- |
| 1911/12 | Wiener 1. Klasse (1)   | 6de    | /     |
| 1912/13 | Wiener 1. Klasse (1)   | 8ste   | /     |
| 1913/14 | Wiener 1. Klasse (1)   | 10de   | /     |
| 1914/15 | FUAN                   | ?      | /     |
| 1915/16 | FUAN                   | ?      | /     |
| 1916/17 | Wiener 2. Klasse A (2) | 3de    | /     |
| 1917/18 | Wiener 2. Klasse A (2) | 3de    | /     |
| 1918/19 | Wiener 2. Klasse A (2) | 1ste   | 1/4   |
| 1919/20 | Wiener 1. Klasse (1)   | 10de   | 1/16  |
| 1920/21 | Wiener 1. Klasse (1)   | 10de   | 1/2   |
| 1921/22 | Wiener 1. Klasse (1)   | 8ste   | 1/2   |
| 1922/23 | Wiener 1. Klasse (1)   | 4de    | 1/4   |
| 1923/24 | Wiener 1. Klasse (1)   | 2de    | 1/16  |
| 1924/25 | I Liga (1)             | 3de    | F     |
| 1925/26 | I Liga (1)             | 2de    | F     |
| 1926/27 | I Liga (1)             | 4de    | 1/16  |
| 1927/28 | I Liga (1)             | 3de    | 1/8   |
| 1928/29 | I Liga (1)             | 7de    | W     |
| 1929/30 | I Liga (1)             | 3de    | W     |
| 1930/31 | I Liga (1)             | 1ste   | 4de   |
| 1931/32 | I Liga (1)             | 2de    | 1/8   |
| 1932/33 | I Liga (1)             | 1ste   | 1/4   |
| 1933/34 | I Liga (1)             | 4de    | 1/4   |
| 1934/35 | I Liga (1)             | 3de    | 1/8   |
| 1935/36 | I Liga (1)             | 2de    | F     |
| 1936/37 | Nationalliga (1)       | 3de    | W     |
| 1937/38 | Nationalliga (1)       | 5de    | 1/4   |
| 1938/39 | Gauliga Ostmark (1)    | 5de    | /     |
| 1939/40 | Gauliga Ostmark (1)    | 4de    | /     |
| 1940/41 | Gauliga Ostmark (1)    | 3de    | /     |
| 1941/42 | Gauliga Ostmark (1)    | 1ste   | /     |
| 1942/43 | Gauliga Ostmark (1)    | 1ste   | /     |
| 1943/44 | Gauliga Ostmark (1)    | 1ste   | /     |
| 1944/45 | Gauliga Ostmark (1)    | 3de    | /     |
| 1945/46 | 1. Klasse (1)          | 5de    | F     |
| 1946/47 | 1. Klasse (1)          | 3de    | 1/8   |
| 1947/48 | 1. Klasse (1)          | 7de    | 1/2   |
| 1948/49 | 1. Klasse (1)          | 6de    | 1/2   |
| 1949/50 | Staatsliga A (1)       | 4de    | /     |
| 1950/51 | Staatsliga A (1)       | 5de    | /     |
| 1951/52 | Staatsliga A (1)       | 3de    | /     |
| 1952/53 | Staatsliga A (1)       | 4de    | /     |
| 1953/54 | Staatsliga A (1)       | 5de    | /     |
| 1954/55 | Staatsliga A (1)       | 1ste   | /     |
| 1955/56 | Staatsliga A (1)       | 3de    | /     |
| 1956/57 | Staatsliga A (1)       | 2de    | /     |
| 1957/58 | Staatsliga A (1)       | 3de    | /     |
| 1958/59 | Staatsliga A (1)       | 3de    | 1/2   |
| 1959/60 | Staatsliga A (1)       | 4de    | 1/2   |
| 1960/61 | Staatsliga A (1)       | 2de    | F     |
| 1961/62 | Staatsliga A (1)       | 11de   | 1/16  |
| 1962/63 | Staatsliga A (1)       | 8ste   | 1/8   |

| Seizoen | Klasse                 | Plaats | Beker |
| ------- | ---------------------- | ------ | ----- |
| 1963/64 | Staatsliga A (1)       | 8ste   | 1/4   |
| 1964/65 | Staatsliga A (1)       | 5de    | 1/8   |
| 1965/66 | Nationalliga A (1)     | 6de    | 1/8   |
| 1966/67 | Nationalliga A (1)     | 8ste   | 1/4   |
| 1967/68 | Nationalliga A (1)     | 13de   | 1/4   |
| 1968/69 | Regionalliga Ost (2)   | 1ste   | 1/16  |
| 1969/70 | Nationalliga A (1)     | 9de    | 1/4   |
| 1970/71 | Nationalliga A (1)     | 4de    | 1/2   |
| 1971/72 | Nationalliga A (1)     | 9de    | 1/4   |
| 1972/73 | Nationalliga A (1)     | 11de   | 1/4   |
| 1973/74 | Nationalliga A (1)     | 16de   | 1/16  |
| 1974/75 | Nationalliga (2)       | 3de    | 1/4   |
| 1975/76 | 2. Division (2)        | 1ste   | 1/16  |
| 1976/77 | 1. Division (1)        | 7de    | 1/8   |
| 1977/78 | 1. Division (1)        | 7de    | 1/8   |
| 1978/79 | 1. Division (1)        | 8ste   | 1/8   |
| 1979/80 | 1. Division (1)        | 10de   | 1/16  |
| 1980/81 | 2. Division (2)        | 3de    | 1/8   |
| 1981/82 | 2. Division (2)        | 3de    | 1/16  |
| 1982/83 | 1. Division (1)        | 15de   | 1/4   |
| 1983/84 | 2. Division (2)        | 2de    | 1/32  |
| 1984/85 | 1. Division (1)        | 16de   | 1/32  |
| 1985/86 | Mittleres Play-off (2) | 1ste   | 1/8   |
| 1986/87 | Mittleres Play-off (1) | 2de    | 1/2   |
| 1987/88 | Meister Play-off (1)   | 4de    | 1/4   |
| 1988/89 | Meister Play-off (1)   | 5de    | 1/4   |
| 1989/90 | Meister Play-off (1)   | 8ste   | 1/2   |
| 1990/91 | Mittleres Play-off (1) | 4de    | 1/16  |
| 1991/92 | Mittleres Play-off (1) | 5de    | 1/8   |
| 1992/93 | Untere Play-off (2)    | 1ste   | 1/8   |
| 1993/94 | 2. Bundesliga (2)      | 6de    | 1/8   |
| 1994/95 | 2. Bundesliga (2)      | 3de    | 1/64  |
| 1995/96 | 2. Bundesliga (2)      | 3de    | 1/8   |
| 1996/97 | 2. Bundesliga (2)      | 3de    | F     |
| 1997/98 | 2. Bundesliga (2)      | 3de    | 1/8   |
| 1998/99 | 2. Bundesliga (2)      | 4de    | 1/16  |
| 1999/00 | 1. Division (2)        | 7de    | 1/8   |
| 2000/01 | 1. Division (2)        | 9de    | 1/16  |
| 2001/02 | Regionalliga Ost (3)   | 11de   | Q     |
| 2002/03 | Regionalliga Ost (3)   | 3de    | Q     |
| 2003/04 | Regionalliga Ost (3)   | 3de    | Q     |
| 2004/05 | Regionalliga Ost (3)   | 3de    | Q     |
| 2005/06 | Regionalliga Ost (3)   | 3de    | 1/32  |
| 2006/07 | Regionalliga Ost (3)   | 3de    | 1/8   |
| 2007/08 | Regionalliga Ost (3)   | 5de    | ?     |
| 2008/09 | Regionalliga Ost (3)   | 1ste   | Q     |
| 2009/10 | Erste Liga (2)         | 9de    | 1/8   |
| 2010/11 | Erste Liga (2)         | 9e     | 1/4   |
| 2011/12 | Erste Liga (2)         | 8ste   | r1    |
| 2012/13 | Erste Liga (2)         | 7de    | r1    |
| 2013/14 | Erste Liga (2)         | 10de   | 1/8   |
| 2014/15 | Regionalliga Ost (3)   | 4de    | r1    |

| Seizoen | Klasse                  | Plaats | Beker |
| ------- | ----------------------- | ------ | ----- |
| 2015/16 | Regionalliga Ost (3)    | 2de    | r1    |
| 2016/17 | Regionalliga Ost (3)    | 1ste   | r2    |
| 2017/18 | 2. Landesliga Wenen (5) | 3de    | r1    |
| 2018/19 | 2. Landesliga Wenen (5) | 1e     |       |
| 2019/20 | 1. Landesliga Wenen (4) | 1e     |       |
| 2020/21 | 1. Landesliga Wenen (4) | 1e     |       |
| 2021/22 | Regionlliga Ost (3)     | 1e     |       |
| 2022/23 | 2. Liga (2)             | 7e     |       |

## Bekende (oud-)spelers
- Karl Koller
- Jurgen Macho
- Mario Kempes
- / Paul von Goldberger